# Midori-ku (Chiba)
Pour les articles homonymes, voir Midori-ku.
Midori (緑区, Midori-ku) est l'un des six arrondissements de la ville de Chiba au Japon. Il est situé au sud-est de la ville.
En 2016, sa population est de 127 368 habitants pour une superficie de 66,25 km2, ce qui fait une densité de population de 1 920 hab./km2.

## Lieux notables
- Musée Hoki

## Transport publics
L'arrondissement est desservi par plusieurs lignes ferroviaires :
- ligne Sotobō de la compagnie JR East,
- ligne Chiba de la compagnie Keisei.